# Calgary Roughnecks
Die Calgary Roughnecks sind ein Team der nordamerikanischen National Lacrosse League (NLL) und haben ihren Sitz in Calgary, Alberta und spielen seit 2002 in der NLL. Das Team ist eines von drei kanadischen Franchises in der Liga.

## Geschichte
Im Frühjahr 2001 wurde bekannt, dass mit den Calgary Roughnecks das damals zehnte Team der NLL gegründet wird. Am 24. November 2001 gab das Team sein Debüt in der NLL gegen das ebenfalls neue Franchise der Montréal Express. Die Roughnecks verloren das Spiel mit 17-32. Die Partie schrieb NLL-Geschichte als die Begegnung mit den meisten Toren.
In der Saison 2003 konnten sie sich zum ersten Mal für die Playoffs qualifizieren, scheiterten dort aber deutlich an den Buffalo Bandits. 2004 erreichten sie den letzten Qualifikationsplatz für die Playoffs. Im Divisions-Halbfinale schlugen sie in einer knappen Partie die San Jose Stealth. Nach dem Sieg im Divisions-Finale gegen die Colorado Mammoth, gewannen sie schließlich auch das Finale um den Champion’s Cup gegen die Buffalo Bandits.
In der Saison 2005 spielten die Roughnecks eine sehr gute reguläre Saison und belegten den ersten Platz in der Western Division und waren damit automatisch für das Divisions-Finale qualifiziert. Dort verloren sie aber gegen die Arizona Sting.
Auch in der Saison 2006 schied das Team vorzeitig aus, als sie um ein Tor gegen die Colorado Mammoth scheiterten.

## Saisonergebnisse
| Saison         | Division  | S-N   | RS  | Heim  | Auswärts | ET   | GT   | Playoffs             |
| -------------- | --------- | ----- | --- | ----- | -------- | ---- | ---- | -------------------- |
| 2002           | Northern  | 4-12  | T-3 | 2-6   | 2-6      | 224  | 264  | nicht qualifiziert   |
| 2003           | Northern  | 9-7   | T-2 | 6-2   | 3-5      | 209  | 207  | Viertelfinale        |
| 2004           | Western   | 10-6  | 3rd | 4-4   | 6-2      | 214  | 187  | Meisterschaft        |
| 2005           | Western   | 10-6  | 1st | 6-2   | 4-4      | 216  | 208  | Divisions-Finale     |
| 2006           | Western   | 9-7   | 3rd | 4-4   | 5-3      | 183  | 178  | Divisions-Halbfinale |
| Total          | 5 Saisons | 42-38 |     | 22-18 | 20-20    | 1046 | 1044 |                      |
| Playoff Totals |           | 3-3   |     | 1-1   | 2-2      | 78   | 84   |                      |

S-N = Siege-Niederlagen; RS = Divisions-Platzierung der Regulären Saison; ET = Erzielte Tore; GT = Gegentore;